# Злой трионикс
Злой трионикс (лат. Apalone ferox) — вид трёхкоготных черепах из рода Apalone. Является самым крупной крупной трёхкоготной черепахой в пределах своего ареала, достигая размеров до 73,6 см. От других видов отличается наличием бугорков на переднем крае карапакса. Распространён на юге США в штатах Южная Каролина, Джорджия, Алабама и Флорида. Питается в основном рыбой и различными беспозвоночными.

## Внешний вид
Как и у других трёхкоготных черепах, туловище уплощённое, панцирь покрыт не роговыми щитками, а кожей, через которую просвечивают кости, морда вытянута в трубочку, края рта прикрыто мясистыми губами, шея длинная а на лапах имеется по три когтя и перепонки между пальцами. Является самым крупным представителем семейства во Флориде. Самая крупная зарегистрированная особь имела длину карапакса 73,6 см и массу 43,6 кг. Длина самок достигает 28,0—67,3 см, самцы меньше — 15,2—32,4 см. Минимальная длина пластрона у половозрелых самцов составляет 12,0 см, а у самок — около 20 см. Масса крупных самок может превышать массу самых больших самцов в три—пять раз. Половой диморфизм проявляется также в длине хвоста — у самцов он в среднем на 3 см длиннее, чем у самок того же размера. От других трёхкоготных черепах хорошо отличается несколькими рядами уплощённых бугорков на переднем крае карапакса, которые достигают передних конечностей.
Окраска очень тёмная: от коричневого до тёмно-коричневато-серого, почти однотонная или с неясными тёмными пятнами. Внутренняя часть карапакса белая или кремовая, по его краям может быть светло-жёлтая или оранжевая окантовка. Голова и широкие лапы тёмно-оливковые, иногда почти чёрные. У молодых черепах карапакс бежевый или светло-коричневый с шоколадно-коричневыми пятнами и светлой окантовкой. С возрастом тёмные пятна увеличиваются и покрывают всю поверхность карапакса, делая его тёмно-коричневым. Пластрон серый или чёрный. На голове имеются жёлтые полоски или пятна, которые исчезают по мере взросления.

## Ареал и места обитания
Распространён от южной части Южной Каролины (окрестности Чарлстона) через западную и южную части Джорджии и юго-восток Алабамы до Флориды. Самой многочисленной является флоридская популяция.
Злой трионикс населяет практически любые пресные водоёмы, кроме временных, а также в некоторых солоноватых водоёмах. Он обитает на болотах, в заболоченных лесах, пойменных озёрах, манграх, старицах, лагунах, аллювиальных и стоячих реках, ручьях, прудах, канавах и отстойниках. В крупных реках встречается реже, уступая двум другим видам рода, Apalone spinifera и Apalone mutica. Его привлекают водоёмы с илистым или песчаным грунтом. Черепаха выбирает для своего обитания участки водоёмов с мутной водой, где легко спрятаться среди водной растительности.

## Питание
Рацион состоит преимущественно из объектов животного происхождения: улиток, насекомых, рыб, раков, двустворчатых моллюсков и наземных позвоночных. По данным исследований содержимого пищеварительных трактов, рацион состоит преимущественно из улиток, насекомых, раков и рыб. Менее часто встречались двустворчатые моллюски, змеи, другие черепахи и птицы. В желудках обнаруживали и остатки растений, но предполагается, что они заглатывались случайно. Насекомые чаще встречались в желудках менее крупных особей, в то время как число остатков улиток и рыб с увеличением размеров возрастало. Кроме того, в желудках самцов чаще встречались двустворчатые, улитки и семена пальмы. Кроме того, в рацион входят лягушки и мелкие грызуны. В небольшом количестве поедает водоросли и падаль.
Во время охоты залегает на дне, втягивая под панцирь голову и ноги. Когда жертва приближается достаточно близко, совершает быстрый бросок длинной шеей и схватывает её.

## Активность и поведение
Активность проявляется и днём, и ночью. Для защиты может кусаться и царапать когтями, а также выделять дурно пахнущий запах. Чаще всего встречаются поблизости от воды, но могут передвигаться по земле, в том числе через дороги. Греются на солнце на берегах водоёмов, плавучей растительности, скалах, брёвнах или держась у поверхности воды.

## Размножение и развитие
Возраст, при котором самки приступают к размножению, неизвестен. Яйца в яйцеводах самок находили марта по июнь, при этом предполагается, что они могут совершать вторую кладку в августе. Исходя из гистологических исследованиях половой системы самцов предполагается, что сперма вырабатывается в сентябре—октябре, а спаривание происходит в марте—мае. В северной и центральной Флориде самки откладывают яйца с марта по июль. Откладка яиц происходит в дневное время. Гнёзда самки вырывают задними ногами, как правило в песчаных почвах. Предварительно участок для гнезда они могут смочить водой из клоаки. Гнездовая камера имеет глубину 13—14 см и диаметр 9—10 см. После откладки яиц, самки закапывают гнездо. В одной кладке может быть от 5 до 40 яиц, при этом у более крупных самок размер их количество обычно больше. Предполагается, что в год они совершают 5—6 кладок. Яйца почти сферические, покрыты хрупкой белой скорлупой, имеют диаметр в среднем около 29 см. Инкубация длится от 56 до 80 дней в зависимости от температуры окружающей среды. При температуре 29—30°С она продолжается 70—80 дней. Вылупившиеся черепахи по данным разных авторов имеют массу от 8,5 до 11,0 г. Они появляются на свет полностью сформированными и готовыми к самостоятельной жизни. Они сразу же устремляются из гнезда к водоёму. Первое время их рацион полностью состоит из мелких беспозвоночных.
Продолжительность жизни злого трионикса около 28—30 лет.

## Естественные враги
Гнёзда триониксов разоряются лисами, скунсами, енотами и рыбными воронами. Молодые черепахи могут поедаться хищными птицами, в том числе коршуном-слизнеедом и краснохвостым сарычем. В ходе двух исследований питания аллигаторов, проведённых в 1980-е годы, в их желудках не было выявлено ни одного злого трионикса.

## Злой трионикс и человек
Является самой интенсивно вылавливаемой черепахой во Флориде. Только что вылупившихся черепашат продают в качестве домашних питомцев. Взрослых триониксов продают для употребления в пищу. При этом их делят на три категории: черепах массой более 3,5—4,5 кг разделывают для продажи в виде замороженного мяса, меньших черепах продают замороженными в выпотрошенном виде, а особей массой менее 3 кг продают живыми. Большую часть черепах вылавливают в южной Флориде, особенно на озере Окичоби. Чаще всего вылов происходит перемётом или в качестве прилова в неводах.
В 1993 году Комиссия по сохранению рыб и дикой природы Флориды опубликовала данные, полученные в ходе мониторинга коммерческого использования местных видов рептилий, в том числе злого трионикса. По данным комиссии, которые были признаны неполными, за период времени от июля 1990 по июнь 1992 года во Флориде было сообщено о продаже 5488 живых триониксов, 5817 кг разделанного мяса и 14 104 кг замороженных черепах, что по данным Мейлана и Молера соответствует примерно 7500 особям в год. Тем не менее, по оценке наиболее крупного покупателя черепашьего мяса, около 65—85 % выловов за этот период остались неучтёнными, что может говорить о существенно больших объёмах вылова.

### Содержание в неволе
Для одной взрослой черепахи необходим просторный акватеррариум объёмом не менее 250 л с минимальными размерами 250х125 см. Глубина воды не должна превышать двойную ширину панциря.
Животное должно иметь возможность дышать, уютно расположившись на дне. Небольшой участок суши желательно посыпать сухим песком или мелким гравием. Температуру воды рекомендуется поддерживать на уровне 24—28 °С. В качестве грунта используют промытый речной песок слоем около 5 см.
Для предотвращения кожных заболеваний устанавливается ультрафиолетовая лампа для рептилий 5 % UVB, а в воду добавляется соль из расчета 2 г на 1 л воды. Необходимо также установить фильтр, аэратор и надежно закрепить крышку. Эти черепахи склонны к побегу.
Питомцам скармливают живую рыбную мелочь, новорожденных мышей, креветок, дождевых червей, кузнечиков, моллюсков и нежирное мясо. Понемногу в рацион вводят растительную пищу. Лучше всего триониксам подойдут нежные листья салата или капусты. Нельзя забывать о регулярной подкормке витаминами и минеральными добавками.

## Природоохранный статус
Международный союз охраны природы отнёс злого трионикса к видам, вызывающим наименьшие опасения. В Южной Каролине он считается англ. Species of concern.

## Систематика
Вид был описан И. Шнайдером в 1783 году как Testudo ferox. В разное время его относили к родам Trionyx, Platypeltis и Amyda, пока в 1987 году Мэйлан не отнёс его к роду Apalone. До середины XX века некоторые авторы считали его и Apalone spinifera одним видом. По данным Reptile Database на февраль 2025 года подвиды не выделяются.